# Knottblomstersläktet
Knottblomstersläktet (Malaxis) är ett släkte av orkidéer. Knottblomstersläktet ingår i familjen orkidéer.

## Bildgalleri

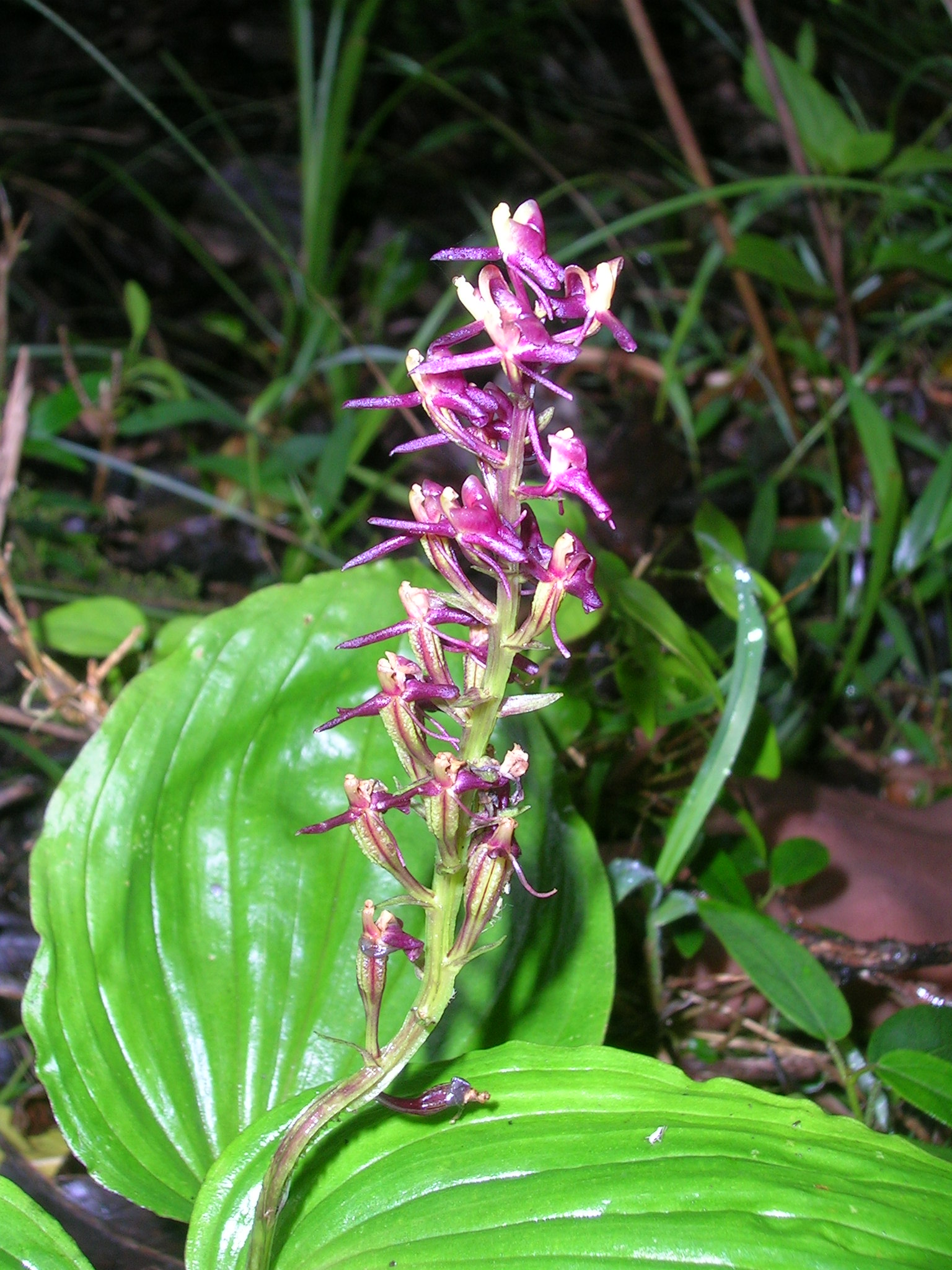
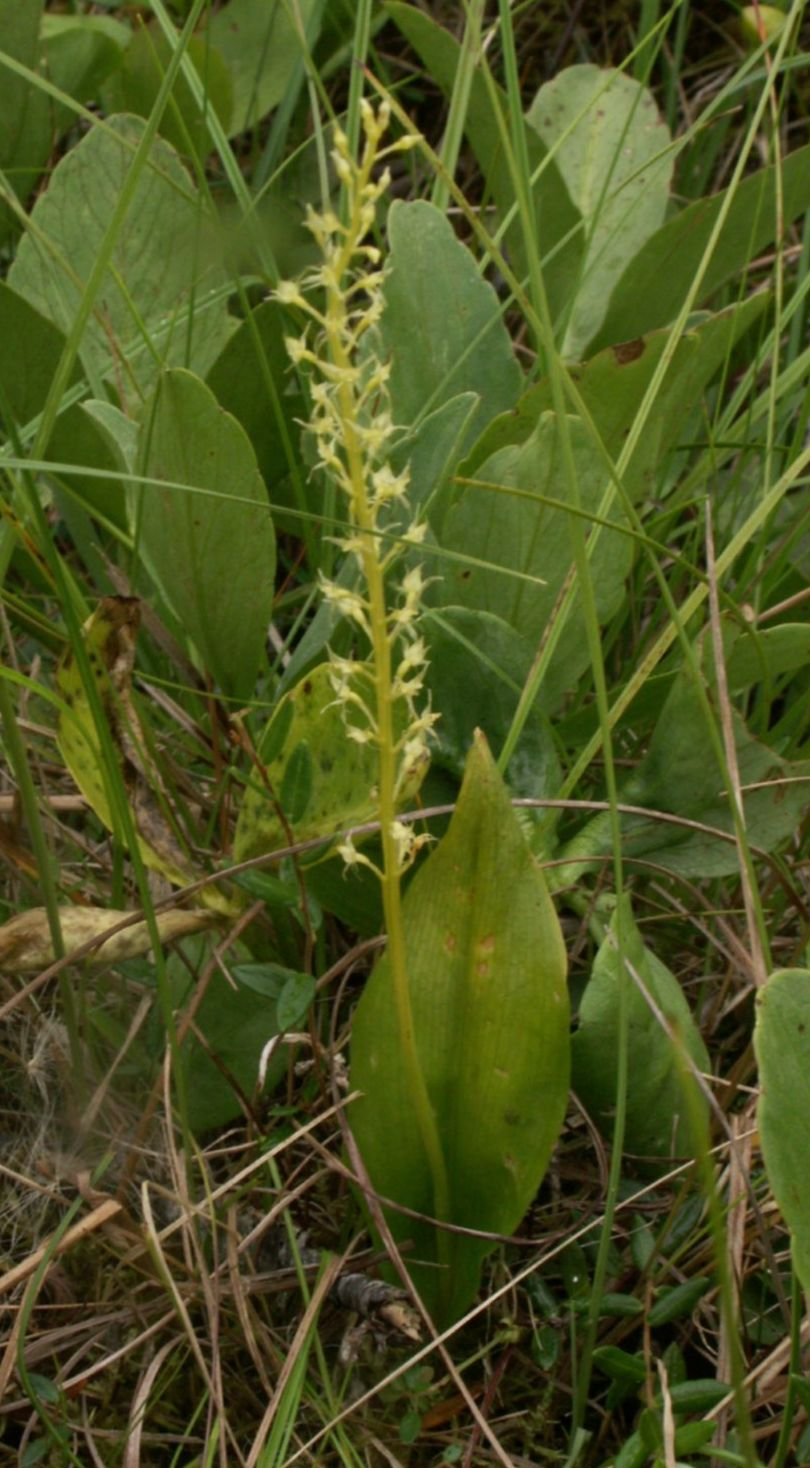
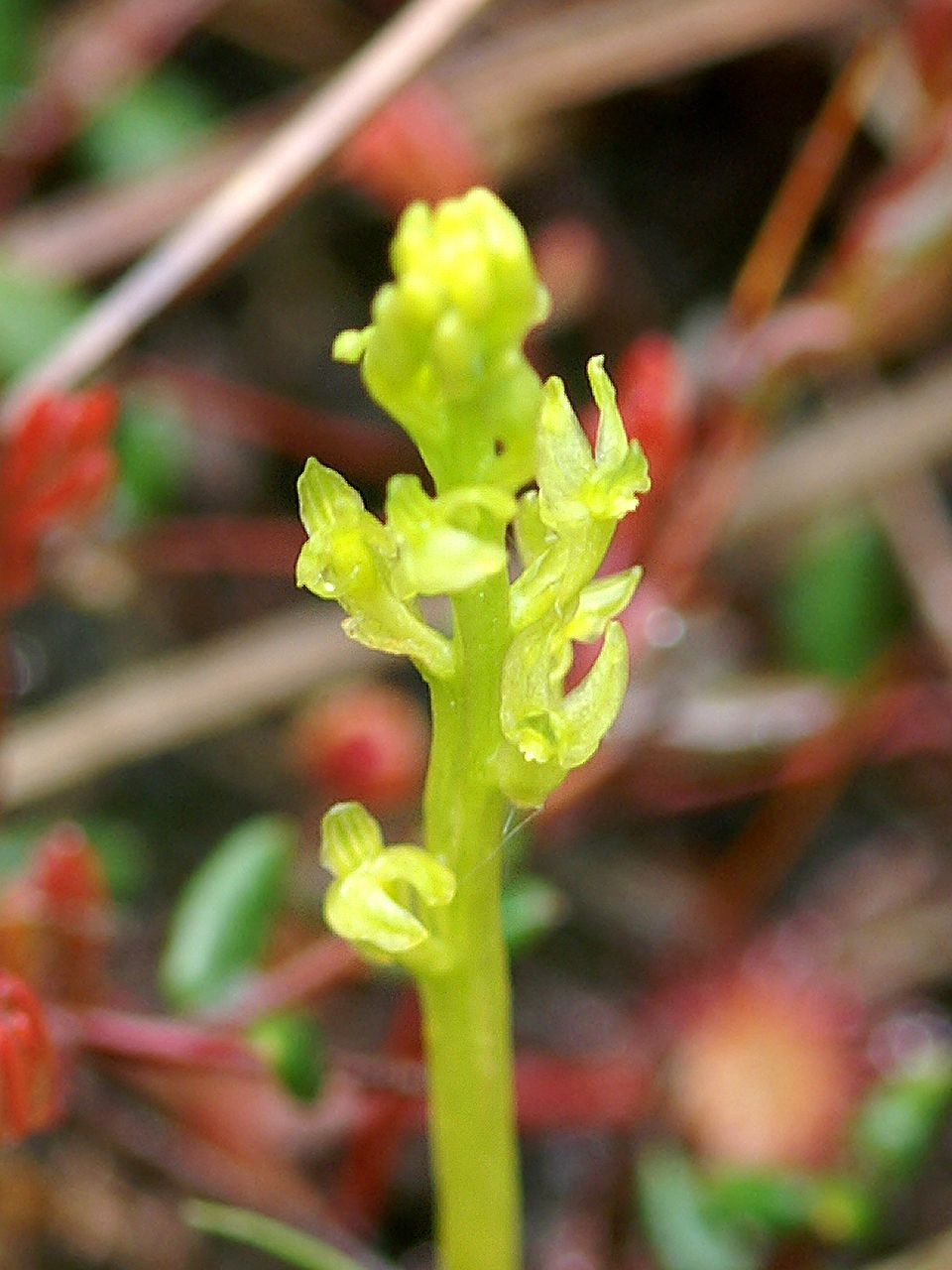
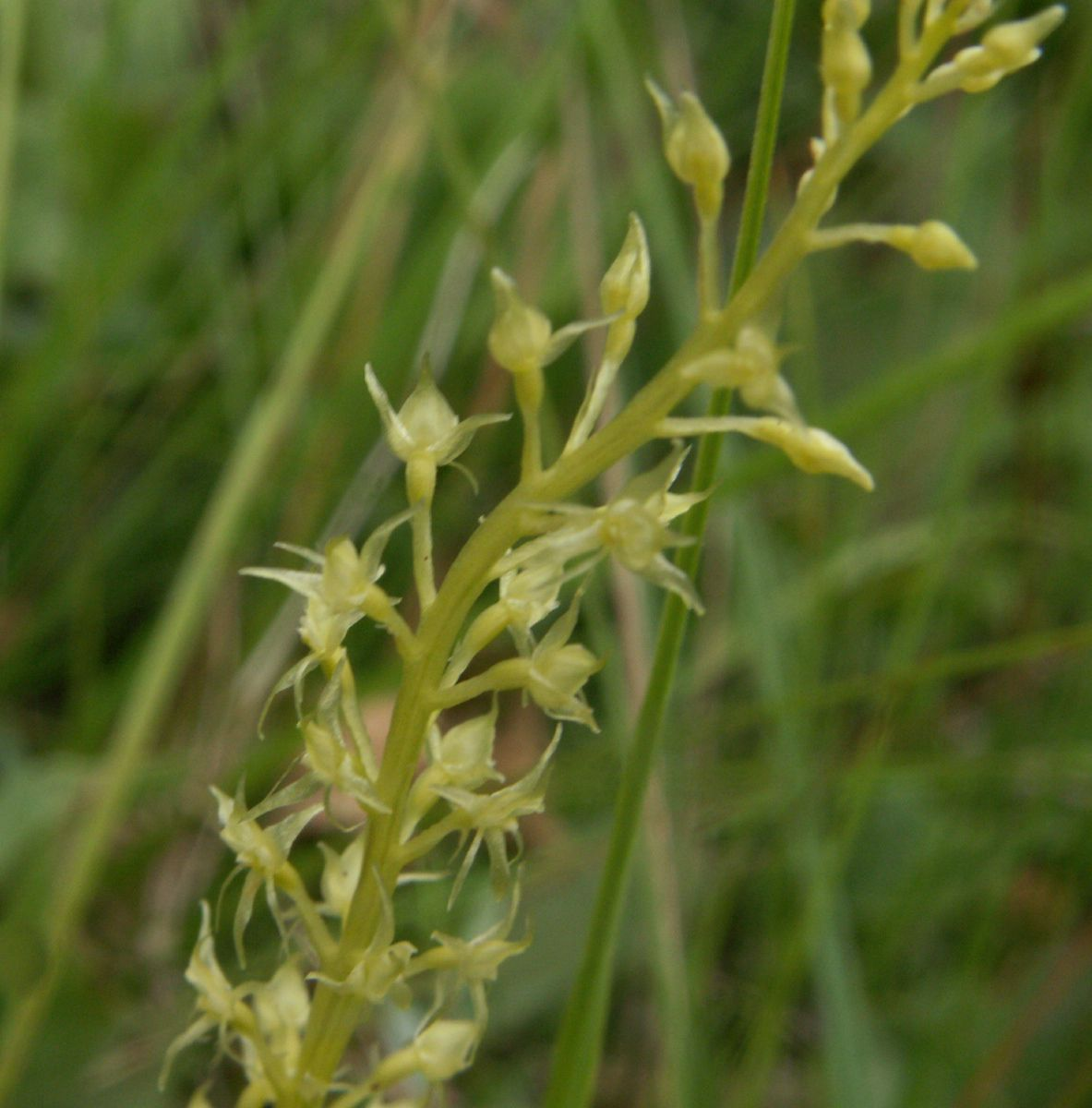

## Dottertaxa till Knottblomstersläktet, i alfabetisk ordning[1]
- Malaxis abieticola
- Malaxis acianthoides
- Malaxis adenotropa
- Malaxis adolphii
- Malaxis alamaganensis
- Malaxis alvaroi
- Malaxis amabilis
- Malaxis andersoniana
- Malaxis andersonii
- Malaxis andicola
- Malaxis apiculata
- Malaxis arboricola
- Malaxis aurea
- Malaxis auriculata
- Malaxis bayardii
- Malaxis boliviana
- Malaxis boninensis
- Malaxis brachyrrhynchos
- Malaxis brachystachys
- Malaxis brevis
- Malaxis buchtienii
- Malaxis bulusanensis
- Malaxis calcicola
- Malaxis cardiophylla
- Malaxis carnosa
- Malaxis casillasii
- Malaxis chamaeorchis
- Malaxis chevalieri
- Malaxis chiarae
- Malaxis chica
- Malaxis cipoensis
- Malaxis cogniauxiana
- Malaxis contrerasii
- Malaxis crassidens
- Malaxis crassilabris
- Malaxis crispata
- Malaxis crispifolia
- Malaxis cumbensis
- Malaxis densiflora
- Malaxis discolor
- Malaxis domingensis
- Malaxis ehrenbergii
- Malaxis elegans
- Malaxis elviae
- Malaxis espejoi
- Malaxis excavata
- Malaxis fastigiata
- Malaxis greenwoodiana
- Malaxis hagsateri
- Malaxis hahajimensis
- Malaxis hieronymi
- Malaxis hintonii
- Malaxis hispaniolae
- Malaxis histionantha
- Malaxis hoi
- Malaxis hoppii
- Malaxis horielensis
- Malaxis incurviforceps
- Malaxis insperata
- Malaxis intermedia
- Malaxis iwashinae
- Malaxis jaraguae
- Malaxis javesiae
- Malaxis johniana
- Malaxis katangensis
- Malaxis keysseri
- Malaxis labrosa
- Malaxis laciniosa
- Malaxis lagotis
- Malaxis leonardii
- Malaxis lepanthiflora
- Malaxis lepidota
- Malaxis licatae
- Malaxis lizbethiae
- Malaxis lobulata
- Malaxis lombasangensis
- Malaxis longipedunculata
- Malaxis loxia
- Malaxis luceroana
- Malaxis lyonnetii
- Malaxis maclaudii
- Malaxis macrostachya
- Malaxis maculata
- Malaxis macvaughiana
- Malaxis madagascariensis
- Malaxis maianthemifolia
- Malaxis major
- Malaxis mambulilingensis
- Malaxis marthaleidae
- Malaxis martinezii
- Malaxis massonii
- Malaxis maxonii
- Malaxis medinae
- Malaxis melanotoessa
- Malaxis micheliana
- Malaxis micholitziana
- Malaxis molotensis
- Malaxis moluccana
- Malaxis monophyllos
- Malaxis monsviridis
- Malaxis moritzii
- Malaxis mucronulata
- Malaxis muscifera
- Malaxis myurus
- Malaxis nana
- Malaxis nelsonii
- Malaxis nidiae
- Malaxis novogaliciana
- Malaxis ochreata
- Malaxis pabstii
- Malaxis padilliana
- Malaxis pandurata
- Malaxis parthoni
- Malaxis perezii
- Malaxis physuroides
- Malaxis pittieri
- Malaxis pollardii
- Malaxis porphyrea
- Malaxis pringlei
- Malaxis prorepens
- Malaxis pubescens
- Malaxis purpureoviridis
- Malaxis pusilla
- Malaxis quadrata
- Malaxis ramirezii
- Malaxis reichei
- Malaxis reichenbachiana
- Malaxis ribana
- Malaxis robinsonii
- Malaxis roblesgiliana
- Malaxis rodrigueziana
- Malaxis rosei
- Malaxis rosilloi
- Malaxis rositae
- Malaxis rostratula
- Malaxis ruizii
- Malaxis rupestris
- Malaxis rzedowskiana
- Malaxis salazarii
- Malaxis schliebenii
- Malaxis seramica
- Malaxis seychellarum
- Malaxis simillima
- Malaxis slamatensis
- Malaxis sneidernii
- Malaxis sodiroi
- Malaxis spicata
- Malaxis steyermarkii
- Malaxis streptopetala
- Malaxis sulamadahensis
- Malaxis talamancana
- Malaxis talaudensis
- Malaxis tamayoana
- Malaxis tamurensis
- Malaxis tepicana
- Malaxis tequilensis
- Malaxis termensis
- Malaxis ternatensis
- Malaxis thienii
- Malaxis thwaitesii
- Malaxis tonduzii
- Malaxis toxopei
- Malaxis triangularis
- Malaxis tridentula
- Malaxis trigonopetala
- Malaxis triphylla
- Malaxis trukensis
- Malaxis umbelliflora
- Malaxis unifolia
- Malaxis urbana
- Malaxis warmingii
- Malaxis welwitschii
- Malaxis wendlandii
- Malaxis wendtii
- Malaxis ventilabrum
- Malaxis ventricosa
- Malaxis wercklei
- Malaxis versicolor
- Malaxis woodsonii
- Malaxis xerophila
- Malaxis yanganensis
- Malaxis zempoalensis